# Hornillos de Cameros
Hornillos de Cameros – gmina w Hiszpanii, w prowincji La Rioja, w La Rioja, o powierzchni 11,9 km². W 2011 roku gmina liczyła 14 mieszkańców.